# Malinie (szczyt)
Malinie (826 m) – szczyt w „turczańskiej” części Wielkiej Fatry na Słowacji. Wznosi się w południowo-zachodnim grzbiecie szczytu Jelenec (1126 m), niżej zakręcającym na zachód. Zachodnie zbocza Maliniego opadają ku Kotlinie Turczańskiej pomiędzy miejscowościami Mošovce i Rakša, północne do dolinki Pod Rakytovom, południowe do innej, bezimiennej dolinki.
Szczyt Malinie zbudowany jest ze skał wapiennych. To mało wybitny szczyt porośnięty lasem ze skalnymi odsłonięciami. Znajduje się na obszarze Parku Narodowego Wielka Fatra i nie prowadzi przez niego żaden szlak turystyczny.